# El calavera
El calavera es una película en blanco y negro de Argentina dirigida por Carlos Borcosque sobre el guion de Emilio Villalba Welsh y Wilfredo Jiménez según la obra teatral Las delicias del hogar, de Charles-Maurice Hennequin y Pierre Veber que se estrenó el 31 de agosto de 1954 y que tuvo como protagonistas a Enrique Serrano, Elena Lucena, Jorge Rivier y Norma Giménez.

## Sinopsis
Un viejo solterón, amigo de las farras nocturnas, busca sosiego en el matrimonio pero antes casa a su sobrino.

## Reparto
- Enrique Serrano ... Rosendo Gorostiaga
- Elena Lucena ... Enriqueta
- Jorge Rivier ... Alberto "Tito" Durán
- Norma Giménez ... Susana
- Raimundo Pastore ... Mariano Alcántara
- Julián Bourges ... Teófilo
- Antonio Provitilo ... Coco Dumont
- Ángeles Martínez ... Sra de Ferrari
- Celia Geraldy ... Zulema
- Rafael Diserio ... Filemón Ferrari
- Adelaida Soler ... Rosita
- Edna Norrell
- Raúl Astor
- Carlos Bellucci
- Gloria Bayardo
- Haydée Menta
- Orlando Marconi

## Comentarios
La Razón dijo:

”El director…se esforzó por alcanzar la finalidad propuesta: hacer reir a cualquier costo.”

En tanto King opinó del filme:

”Movidos por chistes y situaciones risueñas, en ambientes de lujo, con la lógica arbitrariedad que caracterizan a comedias de este tipo.”